# Caius Claudius Sabinus
Caius Claudius Sabinus (? – Kr. e. 445 után) szabin származású római politikus, a patricius Claudiusok nemzetségének tagja, a nemzetséget alapító Appius Claudius Sabinus Regillensis kisebbik fia volt.
Kr. e. 504-ben Rómába települt és patríciussá fogadott apja Kr. e. 495-ben, fivére, Appius pedig Kr. e. 471-ben viselte a consuli címet. Caius, aki rokonaihoz hasonlóan a plebejusok politikai törekvéseinek nagy ellenfele volt, Kr. e. 460-ban lett consul. Hivatali évében szállta meg néhány napra Appius Herdonius a Capitoliumot komolyabb társadalmi siker nélkül. Ellenezte a néptribunusok számának növelését, illetve Caius Terentilius Harsa Kr. e. 462-ben hozott törvényének végrehajtását, amely a törvények leírásáról határozott.
Később hiába próbálta magát dictatornak jelöltetni, és visszatért ősei városába, Regillumba. Kr. e. 451-ben azonban ismét Rómába ment, hogy unokaöccsét, a decemvir és consul Appius Claudius Crassust védelmezze az ellene indított perben, de nem ért el sikert. Kr. e. 445-ben Livius szerint messzemenően ellenezte Caius Canuleius törvényjavaslatát a patríciusok és plebejusok szabad házasságáról; Dionüsziosz viszont úgy tudja, hogy ugyanekkor maga javasolta a mindkét rendből való katonai tribunusok megválasztását.
Utódai nem ismertek.